# Onza
L'onza è un felide selvatico che si suppone sia vissuto in America Centrale ai tempi dei conquistadores spagnoli.
Gli Aztechi chiamavano questo animale cuitlamiztli in nahuatl. Il nome onza, invece, è una parola spagnola derivata dal latino lynx, lince.
Gli spagnoli riferirono di avere visto alcuni di questi animali allo zoo di Montezuma, addirittura insieme a tigri (che poi erano giaguari) e leoni (puma). Quando poi i primi coloni spagnoli si insediarono nell'odierno stato di Sinaloa, fecero frequenti incontri con questo animale, oltre che con il giaguaro ed il puma, che vi vivono a tutt'oggi. I missionari descrissero l'onza come un animale simile al puma, ma più aggressivo, infatti sono riportati vari casi di attacchi a persone anche in pieno giorno. L'ultimo avvistamento certo di questo animale è avvenuto nel 1757.
Nel 1938 e di nuovo nel 1986, sempre nel Sinaloa, degli animali uccisi da cacciatori furono identificati come onze. Solo quest'ultimo esemplare è stato studiato: un mandriano di nome Andres Murillo, nel gennaio 1986, venne attaccato da un animale che reputò essere un giaguaro durante la caccia, e per difendersi gli sparò e lo uccise. Così facendo, scoprì che non si trattava di un giaguaro, ma non sapendo di che specie si trattasse decise di portare il cadavere nel ranch vicino, dove gli fu detto che l'animale ucciso somigliava molto a quello ucciso nel 1970 dal padre del proprietario del ranch, il quale conservava ancora il cranio.
L'esemplare ucciso risultò essere una femmina, del peso di 27 kg per 113 cm di lunghezza, esclusa la coda che misurava altri 73 cm. Nel complesso, l'animale era simile a un puma, ma più snello e slanciato e con delle zampe lunghe e simili a quelle dei cani. Le orecchie erano più lunghe rispetto a quelle del puma, mentre il pelo è maculato.
Nel suo stomaco, fu ritrovata carne di cervo.
Ai tempi si parlò della scoperta di una nuova specie che avrebbe costituito l'anello di congiunzione fra i grandi ed i piccoli felini, in quanto l'onza presenta le caratteristiche proprie sia del puma che del ghepardo. Qualcuno parlò addirittura di fossile vivente, proponendo l'onza come un esemplare sopravvissuto di Miracinonyx, una specie estinta di ghepardo nordamericano.
Gli studi condotti dopo il ritrovamento, confermati poi dai nuovi esami effettuati sul cadavere congelato negli anni novanta, portarono alla conclusione che, piuttosto che di una distinta specie di felide o addirittura di un esemplare ancora vivente di Miracinonyx, l'onza  è una variante genetica del puma.